# Kondolovo
Kondolovo es un pueblo en el municipio de Tsarevo, en la Provincia de Burgas, en el sudeste de Bulgaria.
En 2015 tiene 11 habitantes.
Se ubica 20 km al oeste de la capital municipal Tsarevo, sobre la carretera 99, en las montañas de Istranca.